# Ермолинский сельский округ (Истринский район)
Ермолинский сельский округ — упразднённая административно-территориальная единица, существовавшая на территории Истринского района Московской области в 1994—2006 годах.
Никольский сельсовет был образован в первые годы советской власти. По данным 1919 года он входил в состав Еремеевской волости Звенигородского уезда Московской губернии.
В 1920 году Никольский с/с был упразднён.
В 1927 году Никольский с/с был восстановлен в составе Еремеевской волости Воскресенского уезда путём выделения из Сысоевского с/с.
В 1929 году Никольский с/с был отнесён к Воскресенскому району Московского округа Московской области.
31 августа 1930 года Воскресенский район был переименован в Истринский.
17 июля 1939 года к Никольскому с/с был присоединён Кашинский с/с (селения Кашино и Рычково), а также селения Андреевское, Максимовка и Полевшина упразднённого Максимовского с/с. При этом центр Никольского с/с был перенесён в Ермолино, а сам сельсовет переименован в Ермолинский сельсовет.
14 июня 1954 года к Ермолинскому с/с был присоединён Иваново-Алексинский сельсовет.
7 декабря 1957 года Истринский район был упразднён и Ермолинский с/с был передан в Красногорский район.
28 июля 1960 года Ермолинский с/с был передан в восстановленный Истринский район.
1 февраля 1963 года Истринский район был упразднён и Ермолинский с/с вошёл в Солнечногорский сельский район. 11 января 1965 года Ермолинский с/с был возвращён в восстановленный Истринский район.
3 февраля 1994 года Ермолинский с/с был преобразован в Ермолинский сельский округ.
22 июня 2004 года к Ермолинскому с/о был присоединён Духанинский с/о.
В ходе муниципальной реформы 2004—2005 годов Ермолинский сельский округ прекратил своё существование как муниципальная единица. При этом все его населённые пункты были переданы в сельское поселение Ермолинское.
29 ноября 2006 года Ермолинский сельский округ исключён из учётных данных административно-территориальных и территориальных единиц Московской области.